# Джон Келсі
Джон Келсі (англ. John Kelsey) — американський фахівець з криптографії та комп'ютерної безпеки, дизайнер і співавтор кількох алгоритмів шифрування. Є одним з авторів алгоритму Яроу.
Джон Келсі працює в галузі криптографії з 1994 року. Брав участь у багатьох дослідженнях з криптографії, автор статей, консультант, розробник стандартів, рецензент програмних кодів.
Є дизайнером ряду алгоритмів і протоколів передачі даних, деякі з яких були зламані, інші — успішно залишаються не зламаними досі.
Келсі домігся успіхів у галузі генерації випадкових чисел, криптоаналізу і дизайну блоків шифрів та хеш-функцій, а також в дизайні криптографічних протоколів і електронного голосування.
Джон Келсі ніколи не навчався криптографії у школі, окрім кількох тижнів вивчення RSA і не закінчив школу, замість цього був поглинений криптографією.
Кар'єру в галузі криптографії Джон Келсі розпочав у крипто-консалтинговій компанії Counterpane. Пізніше працював консультантом у компанії Certicom.